# Thailand Masters (Snooker)
Das Thailand Masters war ein professionelles Snookerturnier in Thailand. Es war von 1983 bis 1986 sowie von 1989 bis 2002 eines der Turniere der Snooker Main Tour und hatte anfangs den Status eines Einladungsturnieres, bevor es ab 1989 zum Weltranglistenturnier wurde. In seiner Geschichte änderte das Turnier mehrfach den Namen und war zunächst als Thailand Masters, dann als Asian Open, später dann als Thailand Open und schließlich wieder als Thailand Masters bekannt. In der Saison 1990/91 fand es das einzige Mal in China statt. Rekordsieger des Turnieres sind mit jeweils drei Titeln James Wattana, Stephen Hendry und Mark Williams. Nach dem Ende des Turnieres 2002 auf professioneller Ebene, gab es 2003 und 2006 noch zwei Austragungen als thailändisches Amateurturnier.
Das Turnier wurde fast durchgehend in Bangkok ausgetragen, lediglich 1990 fand es im chinesischen Guangzhou statt, des Weiteren wurde die 2006er-Austragung in Hua Hin gespielt.

## Geschichte

### 1983–1986 und 1991: Thailand Masters
Zum ersten Mal wurde das Turnier 1983 als Einladungsturnier für die Spieler von Matchroom Sport sowie für ausgewählte thailändische (Amateur)spieler und somit als Turnier ohne Einfluss auf die Weltrangliste mit vier Profispielern und zwei thailändischen Amateuren im Thai-Nippon Stadium von Bangkok im K.-o.-System ausgetragen. Sieger des sowohl von Channel 7 als auch von Pepsi-Cola gesponserten Turnieres wurde Tony Meo, der im Finale Steve Davis besiegte.
Die von Camus gesponserte 1984er-Ausgabe wurde im Ambassador Hotel ebenfalls in Bangkok ausgetragen. Dieses Mal wurden fünf Profis und ein thailändischer Amateurspieler eingeladen, die erst in einer einzigen Gruppe gegeneinander spielten. Schließlich spielten die beiden Gruppenbesten ein Endspiel gegeneinander aus, welches Jimmy White mit 4:3 gegen Terry Griffiths gewann.
Ebenjener Modus wurde bei der 1985er-Austragung, die erneut von Camus gesponsert und im Ambassador Hotel ausgetragen wurde, beibehalten, jedoch wurde die Teilnehmerzahl auf acht Spieler erhöht, wobei neben sechs Profis auch zwei thailändische Amateure teilnahmen. Sieger wurde Dennis Taylor, der mit einem 4:0 Terry Griffiths besiegte.
1986 wurde das Turnier, immer noch von Camus gesponsert, im Chiang Mai Plaza Hotel von Bangkok ausgetragen. Die Gruppenphase wurde abgeschafft und die Teilnehmerzahl auf vier Profis, darunter auch ein thailändischer Profispieler, sowie zwei thailändische Amateure beschränkt, wobei es eine erste Runde gab und anschließend ab dem Halbfinale der Sieger ausgetragen wurde. Sieger wurde der thailändische Profispieler James Wattana, der im Finale Terry Griffiths mit 2:1 besiegen konnte.
Das Turnier verließ vorerst die Main Tour und kam 1989 als Asian Open zurück. Zusätzlich zu diesem Turnier gab es 1991 eine weitere Ausgabe des Thailand Masters mit zwölf Profispielern und vier Amateurspielern, das Steve Davis mit 6:3 gegen Stephen Hendry gewann.

### 1989–1993: Asian Open
Die Asian Open sollten zur Saison 1989/90 als erstes Weltranglistenturnier in Asien eingeführt werden, jedoch wurden kurzfristig die ebenfalls als Ranglistenturnier geplanten Australian Open nach Hong Kong verschoben und wurden so zum ersten Ranglistenturnier in Asien.
Die Asian Open 1989 wurden so als zweites asiatisches Ranglistenturnier – und damit offen für alle Spieler der Profitour – mit 128 Teilnehmern vom 17. bis zum 27. August in den Channel 12 Studios im thailändischen Bangkok ausgetragen. Sieger wurde der Schotte Stephen Hendry, der den Lokalmatador in dem von 555 gesponserten Turnieres James Wattana mit 9:6 besiegte.
Ein Jahr später wurden die Asian Open einerseits von Bangkok ins chinesische Guangzhou verlegt und in den dortigen GDTV Studios ausgetragen – womit das Turnier zum einzigen Mal in der Turniergeschichte außerhalb Thailands ausgetragen wurde –  und andererseits in den späten Oktober beziehungsweise in den frühen November verlegt. Bei gleichbleibender Sponsorenschaft und Teilnehmerzahl verteidigte Stephen Hendry durch einen 9:3-Sieg über Dennis Taylor seinen Titel.
Mit der nächsten Ausgabe wechselte das Turnier in den Jahresbeginn, wodurch es keine 1991er-Ausgabe gab, jedoch das Turnier in ebenjener Saison vertreten war. Das Turnier, das wegen unterschiedlicher Angaben entweder erneut von 555 oder von Thai Sky gesponsert wurde, wechselte zurück nach Bangkok. Da zu Saisonbeginn die Profitour für alle Spieler geöffnet wurde, erhöhte sich das Teilnehmerfeld auf mehr als 430 Spieler, wodurch sieben Qualifikationsrunden nötig waren, um die Teilnehmer der Hauptrunde zu ermitteln. Sieger wurde Steve Davis, der im Finale den Schotten Alan McManus mit 9:3 besiegen konnte.
Auch 1993 gab es wieder eine Ausgabe der Asian Open, die von Nescafé gesponsert wurde, im Imperial Queens Park Hotel ausgetragen wurde, und ein aus fast 550 Spielern bestehendes Teilnehmerfeld umfasste, sodass neun Qualifikationsrunden gespielt wurden. Das Turnier, das erneut zwei Monate nach hinten verschoben wurde und demzufolge Ende März stattfand, gewann der Engländer Dave Harold, der mit einem 9:3-Sieg über Darren Morgan sein einziges Ranglistenturnier gewann, gleichwohl wurde er damit der Spieler mit der niedrigsten Ranglistenposition – in Harolds Fall Rang 93, der ein Ranglistenturnier gewann.

### 1994–1997: Thailand Open
Ohne besondere Gründe wurde das Turnier mit der nächsten Ausgabe in Thailand Open umbenannt. Dabei blieb das Turnier im Kalender im März und wurde immer noch im Imperial Queens Park Hotel von Bangkok ausgetragen, lediglich der Sponsor wechselte, sodass nun Kloster das Turnier sponserte. Obwohl die Teilnehmerzahl leicht auf etwa 500 sank, wurde dadurch, dass die Hauptrunde nun erst mit der Runde der letzten 32 anstatt zuvor mit der Runde der letzten 64, die Zahl der Qualifikationsrunden auf zehn sowie einer Wildcardrunde erhöht. Vorjahressieger Steve Davis, erreichte erneut das Finale, verlor jedoch mit 7:9 gegen James Wattana.
Auch bei der Ausgabe 1995 blieb ein Großteil gleich, jedoch sank die Zahl der Qualifikationsrunden durch die erneut rückläufige Teilnehmerzahl auf acht plus eine Wildcardrunde. James Wattana verteidigte seinen Titel, als er im Endspiel mit 9:6 den aufstrebenden, jungen Spieler Ronnie O’Sullivan mit 9:6 besiegte und damit seinen dritten und letzten Titel bei diesem Turnier holte.
Mit den Thailand Open 1996 wechselte das Turnier ins Montien Riverside Hotel und erhielt zudem mit Singha einen neuen Sponsor. Auch wenn es erneut weniger Teilnehmer gab, gab es nun neun Qualifikationsrunden und eine Wildcardrunde. Das Turnier gewann der Schotte Alan McManus, der im Finale den Iren Ken Doherty erst im Decider bezwang.
Im nächsten Jahr verlor das Turnier seinen Sponsor und wurde im Century Park Hotel ausgetragen. Erneut waren die Teilnehmerzahlen rückläufig, jedoch gab es erneut neun Qualifikationsrunden und eine anschließende Wildcardrunde. Das Turnier gewann der Engländer Peter Ebdon, der im Finale seinen Landsmann Nigel Bond mit 9:7 besiegte.

### 1998–2002: Thailand Masters
Zur Saison 1997/98 wurden die Thailand Open wieder in Thailand Masters umbenannt. Zugleich sank mit dem Thailand Masters 1998 die Teilnehmerzahl auf 99, sodass lediglich drei Qualifikationsrunden und eine Wildcard-Runde nötig waren. Das Turnier kehrte ins Imperial Queens Park Hotel zurück und erhielt mit Beer Chang einen neuen Sponsor. Das Turnier gewann Stephen Hendry, dem im Finale ein 9:6-Sieg über John Parrott gelang. Des Weiteren wurde in der Turnierqualifikation von Adrian Gunnell in seiner Partie gegen Mario Wehrmann das 23. offizielle Maximum Break gespielt.
Mit dem Thailand Masters 1999 stieg die Teilnehmerzahl wieder auf knapp 200 an, zugleich gab es wieder sechs Qualifikationsrunden sowie zusätzlich ein Overseas Qualifiers und eine Wildcardrunde. Das Turnier, das ohne Sponsor ins Ambassador Hotel wechselte, wo es schon 1984 und 1985 ausgetragen worden war, gewann Mark Williams mit einem 9:7-Sieg über Alan McManus.
Im nächsten Jahr nahmen nur noch 128 Spieler am Turnier teil, sodass vier Qualifikationsrunden ausreichten, zudem entfiel die Wildcardrunde. Das Turnier fand mit Blue Eagle und Thai Airways gleich zwei Sponsoren, zugleich kehrte das Turnier ins Riverside Montien Hotel zurück, wo es schon 1996 gastiert hatte. Zum zweiten Mal in Folge gewann Mark Williams, der diesmal mit 9:5 Stephen Hendry besiegte.
Mit dem nächsten Thailand Masters wechselte das Turnier bei gleichbleibender Sponsorenschaft ins Mercahant Court Hotel. Im Vergleich zum Vorjahr stieg die Teilnehmerzahl leicht an, sodass fünf Qualifikationsrunden notwendig waren. Zum zweiten Mal in Folge verlor Stephen Hendry im Finale, er unterlag im Endspiel Ken Doherty mit 3:9.
Mit dem Thailand Masters 2002 wurde das Teilnehmerfeld wieder auf 128 Spieler begrenzt, dennoch waren fünf Qualifikationsrunden nötig. Obwohl das Turnier im Mercahant Court Hotel verblieb, wechselte der Sponsor und Singha übernahm dieses Amt zum zweiten Mal. Das Turnier an sich gewann zum dritten Mal Mark Williams, dem im Finale ein 9:4-Sieg über Stephen Lee gelang. Jedoch war dies die letzte professionelle Ausgabe des Turnieres. Da die World Snooker Association unter starkem Geldmangel litt, entschied sie, die Turniere in Asien wegen zu geringer Einnahmen abzusetzen. Das Thailand Masters wurde als thailändisches Amateurturnier nochmals 2003 und 2006 ausgetragen. In der ersten Ausgabe, die im National Stadium von Bangkok stattfand, besiegte Noppadon Noppachorn im Finale Rom Surin mit 5:3. Die zweite Ausgabe, die im Grand Hotel von Hua Hin ausgetragen wurde, hatte mit Sangsom auch einen Sponsor, das Turnier gewann Marco Fu aus Hongkong mit 5:3 gegen Issara Kachaiwong.

## Sieger
| Jahr                                   | Austragungsort                       | Sieger                               | Ergebnis                             | Finalist                             | Hauptsponsor                         | Saison                               |
| Thailand Masters – Einladungsturnier   | Thailand Masters – Einladungsturnier | Thailand Masters – Einladungsturnier | Thailand Masters – Einladungsturnier | Thailand Masters – Einladungsturnier | Thailand Masters – Einladungsturnier | Thailand Masters – Einladungsturnier |
| -------------------------------------- | ------------------------------------ | ------------------------------------ | ------------------------------------ | ------------------------------------ | ------------------------------------ | ------------------------------------ |
| 1983                                   | Bangkok – Thai-Nippon Stadium        | Tony Meo                             | 2:1                                  | Steve Davis                          | Channel 7; Pepsi-Cola                | 1983/84                              |
| 1984                                   | Bangkok – Ambassador Hotel           | Jimmy White                          | 4:3                                  | Terry Griffiths                      | Camus                                | 1984/85                              |
| 1985                                   | Bangkok – Ambassador Hotel           | Dennis Taylor                        | 4:0                                  | Terry Griffiths                      | Camus                                | 1985/86                              |
| 1986                                   | Bangkok – Chiang Mai Plaza Hotel     | James Wattana                        | 2:1                                  | Terry Griffiths                      | Camus                                | 1986/87                              |
| 1991                                   | Bangkok                              | Steve Davis                          | 6:3                                  | Stephen Hendry                       | –                                    | 1991/92                              |
| Asian Open – Ranglistenturnier         |                                      |                                      |                                      |                                      |                                      |                                      |
| 1989                                   | Bangkok – Channel 12 Studios         | Stephen Hendry                       | 9:6                                  | James Wattana                        | 555                                  | 1989/90                              |
| 1990                                   | Guangzhou – GDTV Studios             | Stephen Hendry                       | 9:3                                  | Dennis Taylor                        | 555                                  | 1990/91                              |
| 1992                                   | Bangkok                              | Steve Davis                          | 9:3                                  | Alan McManus                         | entweder 555 oder Thai Sky           | 1991/92                              |
| 1993                                   | Bangkok – Imperial Queens Park Hotel | Dave Harold                          | 9:3                                  | Darren Morgan                        | Nescafé                              | 1992/93                              |
| Thailand Open – Ranglistenturnier      |                                      |                                      |                                      |                                      |                                      |                                      |
| 1994                                   | Bangkok – Imperial Queens Park Hotel | James Wattana                        | 9:7                                  | Steve Davis                          | Kloster                              | 1993/94                              |
| 1995                                   | Bangkok – Imperial Queens Park Hotel | James Wattana                        | 9:6                                  | Ronnie O’Sullivan                    | Kloster                              | 1994/95                              |
| 1996                                   | Bangkok – Riverside Montien Hotel    | Alan McManus                         | 9:8                                  | Ken Doherty                          | Singha                               | 1995/96                              |
| 1997                                   | Bangkok – Century Park Hotel         | Peter Ebdon                          | 9:7                                  | Nigel Bond                           | –                                    | 1996/97                              |
| Thailand Masters – Ranglistenturnier   |                                      |                                      |                                      |                                      |                                      |                                      |
| 1998                                   | Bangkok – Imperial Queens Park Hotel | Stephen Hendry                       | 9:6                                  | John Parrott                         | Beer Chang                           | 1997/98                              |
| 1999                                   | Bangkok – Ambassador Hotel           | Mark Williams                        | 9:7                                  | Alan McManus                         | –                                    | 1998/99                              |
| 2000                                   | Bangkok – Riverside Montien Hotel    | Mark Williams                        | 9:5                                  | Stephen Hendry                       | Blue Eagle/Thai Airways              | 1999/2000                            |
| 2001                                   | Bangkok – Mercahant Court Hotel      | Ken Doherty                          | 9:3                                  | Stephen Hendry                       | Blue Eagle/Thai Airways              | 2000/01                              |
| 2002                                   | Bangkok – Mercahant Court Hotel      | Mark Williams                        | 9:4                                  | Stephen Lee                          | Singha                               | 2001/02                              |
| Thailand Masters – Non-Ranking-Turnier |                                      |                                      |                                      |                                      |                                      |                                      |
| 2003                                   | Bangkok – National Stadium           | Noppadon Noppachorn                  | 5:4                                  | Rom Surin                            | –                                    | 2002/03                              |
| 2006                                   | Hua Hin – Grand Hotel                | Marco Fu                             | 5:3                                  | Issara Kachaiwong                    | Sangsom                              | 2006/07                              |